# کاتسوهیسا فوجی
کاتسوهیسا فوجی (انگلیسی: Katsuhisa Fujii؛ زادهٔ ۱۵ اوت ۱۹۷۲) ورزشکار هنرهای رزمی ترکیبی و کشتی‌گیر کشتی حرفه‌ای اهل ژاپن است.